# Heterostylodes macrurus
Heterostylodes macrurus är en tvåvingeart som först beskrevs av Schnabl in Schnabl och Dziedzicki 1911.  Heterostylodes macrurus ingår i släktet Heterostylodes, och familjen blomsterflugor. Arten är reproducerande i Sverige.